# Palau Peretti
El Palau Peretti és un edifici situat a la plaça Porta Terra de l'Alguer, que està catalogat entre els Béns Culturals per la Regió Autònoma de Sardenya.

## Descripció
És un gran palau amb una planta en forma d'U i la façana està feta amb blocs quadrats de pedra de gres. De les tres parts de l'edifici, la més elevada és la més interessant. A la planta baixa, on hi ha activitats comercials, hi ha tres arcs de doble anell sobre pilars poligonals amb capitells pitomòrfics molt malmesos. Sobre el portal de fusta hi ha l'escut d'armes de la família Peretti. Les obertures (finestres i balcons) del segon i tercer pis són el resultat de les remodelacions de l'edifici, l'última del 1953. Dels elements originals es poden veure els arcs de la planta baixa i les restes de tres finestres amb doble arc sobre les columnes. La resta de la façana és llisa, sense elements significatius amb l'excepció d'una petita roseta.

## Història
L'edifici es va construir a l'estil gòtic català a finals del segle xv, per a la família de nobles de Guyò i Duran. A la segona meitat del segle xviii va ser comprada per Peretti, una família originària de Còrsega, que en conserva la propietat. Peretti va ser un dels grans defensors de la independència de Còrsega, però amb motiu de les lluites d'alliberament va haver d'abandonar la seva terra marxant a l'exili, lluny de l'Alguer.